# Thisanotia chrysonuchella
Espèce
Le Crambus des champs (Thisanotia chrysonuchella) est une espèce monotypique de lépidoptères (papillons) de la famille des Crambidae.

## Description

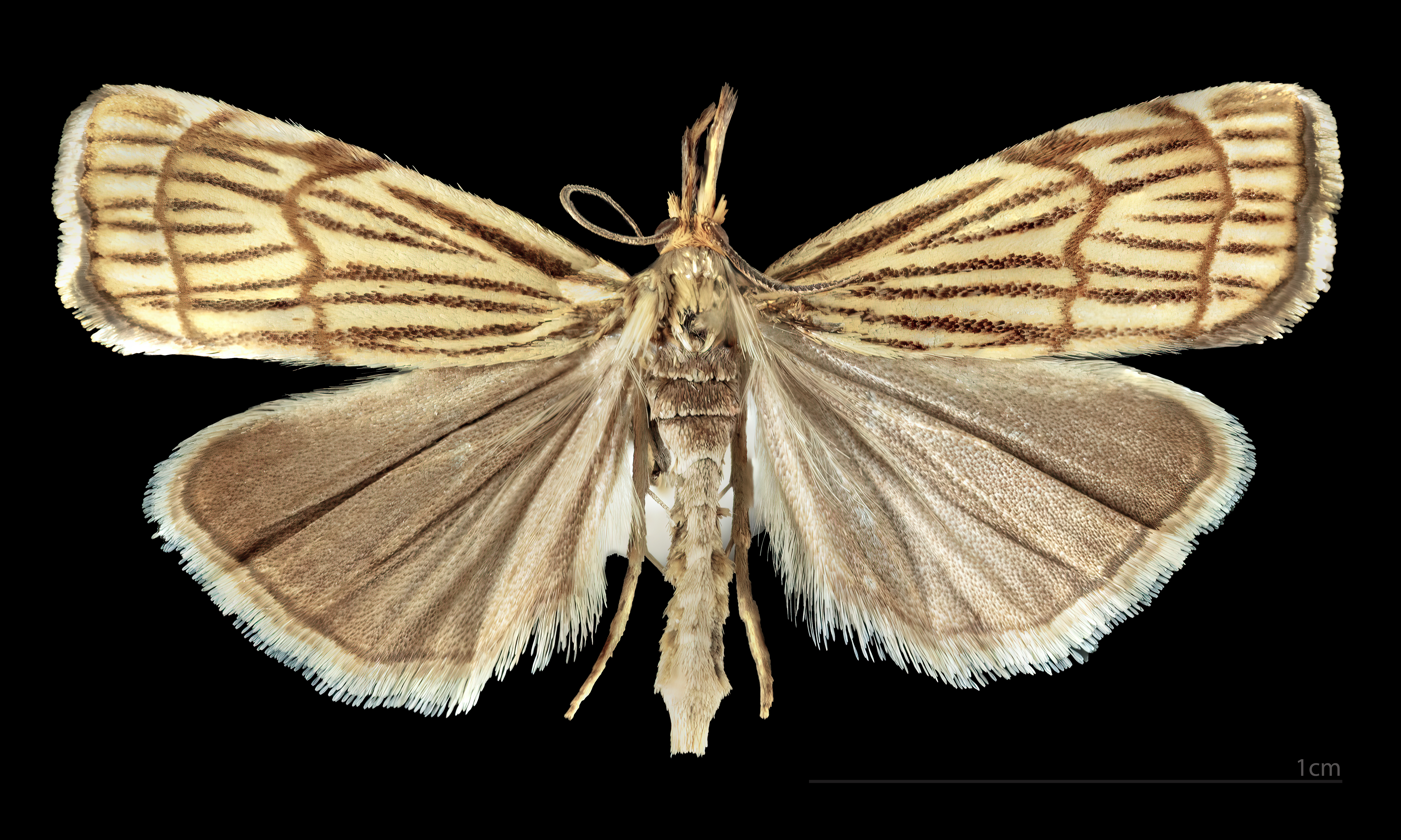
Thisanotia chrysonuchella ♀ MHNT
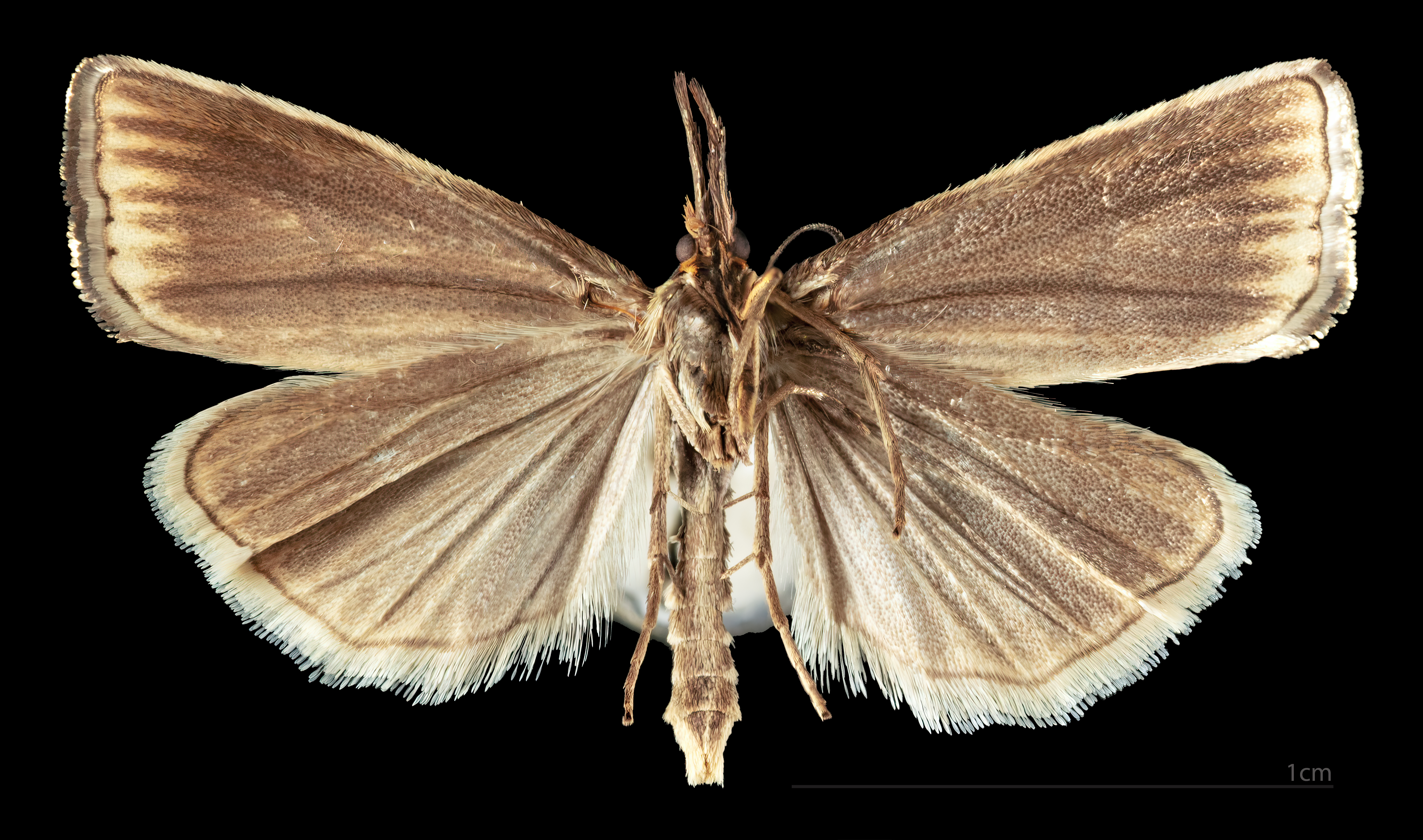
Thisanotia chrysonuchella ♀  △